# Zaparasa brueckneri
Zaparasa brueckneri är en fjärilsart som beskrevs av Erich Martin Hering och Hopp 1927. Zaparasa brueckneri ingår i släktet Zaparasa och familjen snigelspinnare. Inga underarter finns listade i Catalogue of Life.